# Джозеф Гріннелл (політик)
Джозеф Гріннелл (англ. Joseph Grinnell; 17 листопада 1788 — 7 лютого 1885) — член Палати представників США від Массачусетса, підприємець з судноплавства і один з головних засновників компаній «Fish & Grinnell» та «Minturn, Grinnel & Co.».

## Біографія
Джозеф Гріннел народився в Нью-Бедфорд (Массачусетс) 17 листопада 1788 року. Завершивши початкове навчання, Гріннел переїхав до Нью-Йорка в 1809 році, де він був зацікавлений провадити бізнес.
У 1815 році разом з Пресерведом Фішем він сприяв у створенні фірми «Fish & Grinnell», яка пізніше дала початок фірми «Grinnell, Minturn & Co.». Два його молодші брата Мозес Гікс Гріннел та Генрі Гріннел стали співробітниками фірми в 1825 році.
Коли в 1828 році Джозеф вийшов у відставку, його місце зайняв Роберт Боун Мінтерн.
Джозеф Гріннел жив в Нью-Бедфорді протягом п'ятдесяти шести років. Він також подоружував по Європі. Він займав пост президента Першого національного банку в Нью-Бедфорд в 1832 році.
Він займав пост президента Нью-Бедфорд і Тонтен залізниці в 1839 році. Він служив членом губернаторської ради в 1839–1841 роках. У 1840 році він став директором Бостон і Провіденс залізниці, наступного року її президентом, залишивши цю позицію в 1846 році, але залишаючись директором до 1863 року.
Він займав пост президента Wamsutta Mills з 1847 до 1885 року.
Гріннел був обраний від партії Вігів в Двадцять восьмий Конгрес, щоб заповнити вакансію у зв'язку із загибеллю Баркера Бьорнела (англ. Barker Burnell).
Він був переобраний на Двадцять дев'ятий, Тридцятий і Тридцять перший Конгреси і служив з 7 грудня 1843 по 3 березня 1851 року.
Він відмовився бути кандидатом на повторне висунення в 1850 році.
Він відновив свою колишню діяльність з бізнесу.
Джозеф Гріннел помер в Нью-Бедфорд (Массачусетс) 7 лютого 1885 року і був похований на кладовищі Oak Grove.

## Сім'я
Його племінниця та прийомна дочка Корнелія Гріннел (англ. Cornelia Grinnell) вийшла заміж за поета Натаніеля Паркера Вілліса (англ. Nathaniel Parker Willis).